# Station Salwick
Salwick is een spoorwegstation van National Rail in Salwick, Fylde in Engeland. Het station is eigendom van Network Rail en wordt beheerd door Northern Rail. 